# Cichlasoma pusillum
Cichlasoma pusillum är en fiskart som beskrevs av Kullander, 1983. Cichlasoma pusillum ingår i släktet Cichlasoma och familjen Cichlidae. Inga underarter finns listade i Catalogue of Life.